# Wakefield (ort i Jamaica)
Wakefield är en ort i Jamaica.   Den ligger i parishen Trelawny, i den nordvästra delen av landet, 110 km väster om huvudstaden Kingston. Wakefield ligger 94 meter över havet och antalet invånare är 2 763. Den ligger på ön Jamaica.
Terrängen runt Wakefield är kuperad söderut, men norrut är den platt. Runt Wakefield är det ganska tätbefolkat, med 80 invånare per kvadratkilometer. Närmaste större samhälle är Falmouth, 11,4 km nordost om Wakefield. I omgivningarna runt Wakefield växer i huvudsak städsegrön lövskog.